# علم الأوبئة الإلكتروني
علم الأوبئة الإلكتروني ويعرف أيضًا بعلم الأوبئة الرقمي هو علم يعتمد على اكتساب وصيانة وتطبيق المعرفة بعلم الأوبئة والمعلومات الخاصة بها باستخدام وسائل التقنية والوسائط الرقمية مثل الإنترنت والهاتف المحمول وشاشات التلفاز الرقمية ويشير علم الأوبئة الرقمي أيضا إلى نطاق واسع من دراسات علم الاوبئة عن طريق الجهود المتضافرة باستعمال الإنترنت حول العالم.

## جوانب مهمة من علم الأوبئة الإلكتروني
المحافظة على الأمان والخصوصية للمعلومات الخاصة للمشاركين في الأبحاث وملكيتها. بما أن دخول تجربة بحثية عبر الإنترنت أكثر أمانا من دخولها بالطرق التقليدية، تُعد برامج الأمان وجدران الحماية من وسائل المهمة للحفاظ على أمان تناقل بيانات المستخدمين عبر الإنترنت.